# Almançor ibne Nácer
Almançor ibne Nácer (l-Mansur ibn al-Nasir) foi um emir do Reino Hamádida, governando de 1088 até sua morte em 1105. Era filho de Nácer (r. 1062–1088) e era pai de Badis (r. 1105) e Abdalazize (r. 1105–1121/1122 ou 1124/1125). Ascendeu ao trono em 1088 e logo em 1090, devido a crescente pressão dos árabes Banu Hilal, Almançor transferiu sua capital do Alcalá dos Banu Hamade para Bugia, que já havia sido modificada por seu pai. Pouco depois disso enfrentou a oposição de seu tio Belbar, cuja rebelião foi suprimida pelo emir Abu Iacni, que pouco depois também se rebelou contra Almançor e foi esmagado. Ao longo de seu reinado, enfrentou forte pressão das tribos árabes, do Império Almorávida do Magrebe Ocidental e do Reino Zírida da Ifríquia.

## Vida
Almançor era filho do emir Nácer (r. 1062–1088) com Balara dos Banu Tamim e era pai de Badis e Abdalazize. Em 1088, quando ainda era jovem, sucedeu seu pai e seguiu firmemente seus passos e foi recipiente dos panegíricos de ibne Handis. Nos primeiros 2 anos de seu reinado, manteve a capital no Alcalá dos Banu Hamade, mas devido a forte pressão dos árabes Banu Hilal, em 1090/1091 mudou-a para Bugia. Seu pai preparou a transferência ao modificar o porto de pesca da cidade que batizaria Nacíria e ela protegeu o emir de novos ataques por ser de difícil acesso aos salteadores. Porém, Almançor não abandonou completamente o Alcalá, onde fez novos palácios, e o reino ficou com duas capitais ligadas por uma estrada real. O cronista do século XIII ibne Caldune descreveu que Bugia possuía prédios públicos, palácios, uma rede de distribuição de água e jardins.

Ruínas do Alcalá dos Banu Hamade

Reino Hamádida no século XI

Ibne Caldune considerou Almançor como primeiro de sua linhagem a emitir moedas e que foi quem civilizou o Reino Hamádida, até então semi-nômade e totalmente carente do polimento dos badícidas de Cairuão. Pouco tempo após sua ascensão, Almançor enfrentou a revolta de Balbar, um de seus tios e governador de Constantina. Enviou uma expedição para debelar a revolta sob Abu Iacni, filho do emir Alcaide ibne Hamade (r. 1028–1054), que por suas contribuições foi agraciado com o governo de Constantina e seu irmão Uiguelane recebeu Anaba; noutra reconstrução Abu Iacni recebeu as duas cidades. Em 1094, Abu Iacni rebelou-se e enviou seu irmão para Mádia com a missão de oferecer Anaba ao emir Tamim ibne Almuiz (r. 1062–1108), que aceitou e enviou seu filho Abul Futu para reinar com Uiguelane, bem como incitou ataques do Império Almorávida do Magrebe Ocidental e os árabes.
Almançor conseguiu recuperar Anaba e Constantina, obrigando Abu Iacni a fugir ao Orés, onde foi morto. Também conseguiu intervir no oeste, que desde 1080-1083 estava sob domínio do emir almorávida Iúçufe ibne Taxufine (r. 1061–1106) até Argel. De Tremecém, os almorávidas estavam atacando território sanhaja (grupo tribal berbere ao qual os hamádidas e zíridas pertenciam) com conivência dos zenetas, eles próprios incitados pelos Banu Macuque, apesar da relação deles por casamento com Almançor. Almançor puniu os Banu Macuque e investiu contra Tremecém, obrigando Iúçufe ibne Taxufine a pedir a paz. Os almorávidas logo quebraram a paz, mas foram novamente forçados a se retirar. Mais tarde, em algum momento provavelmente após 1091, Almançor foi derrotado por zenetas sob Macuque e foi obrigado a voltar para Bugia. Em retaliação, matou sua esposa, filha de Macuque, e saqueou Tremecém em 1103. Em 1104, uma tratado de paz hamádida-almorávida foi assinado e Almançor ficou livre para reprimir os zenetas do Magrebe Central. Faleceu em 1105 e foi sucedido por seu filho Badis.